# Goran Kalamiza
Goran Kalamiza (ur. 5 lutego 1974 w Čakovcu) – chorwacki koszykarz. Gra na pozycji rozgrywającego lub rzucającego obrońcy.

## Kariera zawodnicza
- 1993-1995:  Dona Zagrzeb
- 1995-1996:  Cibona Zagrzeb
- 1996-1998:  KK Split
- 1998-1999:  Fenerbahçe SK
- 1999:  Cibona Zagrzeb
- 1999-2000:  KK Zadar
- 2000-2001:  Prokom Trefl Sopot
- 2001-2003:  Polonia Warszawa
- 2003:  Siroki Brijeg
- 2004:  Dukagjini Pejë
- 2004-2005:  Cibona Zagrzeb
- 2005-2006:  EnBW Ludwigsburg
- 2006-2008:  MENT Vassilakis